# Faith Divides Us Death Unites Us
Albums de Paradise Lost
In Requiem
(2007) Tragic Idol
(2012)
Faith Divides Us - Death Unites Us est le douzième album studio du groupe anglais Paradise Lost. Il est sorti le 25 septembre 2009 sur le label Century Media et a été produit par Jens Bogren. 

## Historique
À la suite du départ de Jeff Singer, le suédois Peter Damin a participé à l'enregistrement en tant que batteur de session, mais c'est le batteur Adrian Erlandsson (At the Gates, The Haunted, Cradle of Filth) qui partira en tournée avec le groupe et sera le batteur officiel du groupe à partir de cet album et jusqu'à The Plague Within en 2015.
Cet album fut enregistré dans les Fascination Street Studios à Örebro en Suède en février et mars 2009. La version symphonique des titres Faith Divides Us - Death Unites Us et Last Regret fut enregistré dans les Smecky Music Studios de Prague avec l'aide de l'orchestre philharmonique conduit par Miriam Nemcova.
Sur cet album, Paradise Lost continue son retour à ses racines doom et gothiques. Le chant de Nick Holmes se fait notamment plus hargneux.
Il ne se classa pas dans le top 100 des charts britanniques mais entra dans le top 30 en Allemagne, Finlande et Suède. En France il atteignit la 45e place des meilleures ventes de disques.

## Liste des titres
- Tous les titres sont signés par Nick Holmes (paroles) et Greg Mackintosh (musiques)

1. I Remain - 4:10
2. As Horizons End - 5:27
3. First Light - 5:00
4. Frailty - 4:25
5. Faith Divides Us - Death Unites Us - 4:22
6. The Rise Of Denial - 4:48
7. Living With Scars - 4:23
8. Last Regret - 4:25
9. Universal Dream - 4:18
10. In Truth - 4:54

### Édition spéciale
Titre bonus Cd 1
1. Cardinal Zero - 4:24

Titres bonus Cd 2
1. Faith Divides Us - Death Unites Us (version symphonique - Lost in Prague Orchestra Mix)- 4:17
2. Last Regret (version symphonique - Lost in Prague Orchestra Mix)- 4:20

## Musiciens
Paradase Lost
- Nick Holmes : chant
- Greg Mackintosh : guitare rythmique et solo
- Aaron Aedy : guitare rythmique
- Steve Edmonson : basse

Musicien additionnel
- Peter Damin : batterie

## Charts
| Pays         | Durée du classement | Meilleur classement |
| ------------ | ------------------- | ------------------- |
| Allemagne    | 3 semaines          | 22e                 |
| Autriche     | 1 semaine           | 54e                 |
| Belgique (W) | 2 semaines          | 56e                 |
| Belgique (V) | 3 semaines          | 61e                 |
| Espagne      | 2 semaines          | 70e                 |
| Finlande     | 1 semaines          | 22e                 |
| France       | 4 semaines          | 45e                 |
| Italie       | 2 semaines          | 83e                 |
| Pays-Bas     | 1 semaines          | 84e                 |
| Suède        | 1 semaine           | 29e                 |
| Suisse       | 1 semaines          | 52e                 |